# Scic (ciclismo)
La Scic era una squadra maschile italiana di ciclismo su strada, fondata nel 1969 e attiva nel professionismo fino al 1979.

## Storia
Attiva nel mondo del ciclismo su strada per undici stagioni, dal 1969 al 1979, e sponsorizzata dall'azienda parmense di cucine componibili Scic, la squadra fu diretta prima da Ercole Baldini e poi, dal 1973, da Carlo Chiappano. Nelle proprie file ebbe negli anni ciclisti come Vittorio Adorni, Gianbattista Baronchelli, Giuseppe Saronni, Franco Bitossi e Wladimiro Panizza.
Tra i principali successi conseguiti dalla squadra vi sono un Giro d'Italia nel 1979 con Saronni, un Giro di Lombardia nel 1977 con Baronchelli, ma anche una Tirreno-Adriatico, un Campionato di Zurigo, un Tour de Suisse, una Vuelta al País Vasco e numerose tappe al Giro d'Italia (26) e al Tour de France (3).

## Cronistoria

### Annuario
| Anno | Codice | Nome                          | Cat. | Biciclette | Dirigenza                                      |
| ---- | ------ | ----------------------------- | ---- | ---------- | ---------------------------------------------- |
| 1969 | -      | Scic                          | Pro  | Colnago    | Dir. sportivi: Ercole Baldini, Eraldo Giganti  |
| 1970 | -      | Scic                          | Pro  | Colnago    | Dir. sportivi: Ercole Baldini, Eraldo Giganti  |
| 1971 | -      | Scic                          | Pro  | Colnago    | Dir. sportivi: Ercole Baldini, Eraldo Giganti  |
| 1972 | -      | Scic                          | Pro  | Colnago    | Dir. sportivi: Ercole Baldini, Eraldo Giganti  |
| 1973 | -      | Scic                          | Pro  | Colnago    | Dir. sportivi: Carlo Chiappano, Eraldo Giganti |
| 1974 | -      | Scic                          | Pro  | Colnago    | Dir. sportivi: Carlo Chiappano                 |
| 1975 | -      | Scic-Colnago                  | Pro  | Colnago    | Dir. sportivi: Carlo Chiappano                 |
| 1976 | -      | Scic-Colnago/Scic-Fiat France | Pro  | Colnago    | Dir. sportivi: Carlo Chiappano                 |
| 1977 | -      | Scic                          | Pro  | Colnago    | Dir. sportivi: Carlo Chiappano                 |
| 1978 | -      | Scic-Bottecchia               | Pro  | Bottecchia | Dir. sportivi: Carlo Chiappano                 |
| 1979 | -      | Scic-Bottecchia               | Pro  | Bottecchia | Dir. sportivi: Carlo Chiappano                 |

## Palmarès

### Grandi Giri
- Giro d'Italia

Partecipazioni: 11 (1969, 1970, 1971, 1972, 1973, 1974, 1975, 1976, 1977, 1978, 1979) 
Vittorie di tappa: 26
1969: 2 (Vittorio Adorni, Attilio Benfatto)
1970: 2 (Enrico Paolini, Luciano Armani)
1971: 2 (Enrico Paolini, Davide Boifava)
1972: 2 (Attilio Benfatto, Enrico Paolini)
1974: 5 (3 Franco Bitossi, 2 Enrico Paolini)
1975: 2 (Franco Bitossi, Enrico Paolini)
1976: 1 (Luciano Conati)
1977: 2 (Ercole Gualazzini, Gianbattista Baronchelli)
1978: 5 (3 Saronni, Paolini, Baronchelli
1979: 3 (Giuseppe Saronni)
Vittorie finali: 1
1979 (Giuseppe Saronni)
Altre classifiche: 1
1979: Punti (Giuseppe Saronni)
- Tour de France

Partecipazioni: 3 (1970, 1971, 1976)
Vittorie di tappa: 3
1971: 1 (Luciano Armani)
1976: 2 (Miguel María Lasa, Wladimiro Panizza)
Vittorie finali: 0
Altre classifiche: 0
- Vuelta a España

Partecipazioni: 0

### Classiche monumento
- Giro di Lombardia: 1

1977 (Gianbattista Baronchelli)